# الباب العتيق
الباب العتيق 2023، مسلسل من البيئة الشامية السورية يتم الآن إنتاجه وسيتم عرضه في بداية عام 2023.

## قصة العمل
حارة شامية قديمة فترة الإحتلال الفرنسي وتحكي قصة المسلسل عن شاب خرج مؤخراً من الاعتقال اثناء فترة تواجد الدولة العثمانية ليتفاجئ بمحتل جديد ويقرر جمع «الابضايات» من رجال حارته وتشكيل قوة لردع المعتدي وأثناء اجتماعاته في بيت أحد الاصدقاء من المجموعة يقع في حب كريمة أخت أحد ابطال العمل وبسبب طبيعة عشيهم في الجبال والمغارات يتردد في طلب يدها من اخاها ويقرر ان يقابلها بالسر.

## أبطال المسلسل حسب الدور
1. يزن السيد بدور أشرف الحر
2. ردينة الشبل بدور كريمة
3. نزار أبو حجر بدور المختار
4. الليث مفتي بدور عجاج
5. رامي سامر بدور أبو المنايا